# Šentjakobska cerkev
Šentjakobska cerkev v Ljubljani, uradno župnijska cerkev svetega Jakoba, znana tudi kot župnijska cerkev Župnije Ljubljana - Sveti Jakob, stoji na Levstikovem trgu. Cerkev, ki je posvečena apostolu svetemu Jakobu starejšemu, zavetniku romarjev, je prva jezuitska cerkev na Slovenskem. Njen notranji prostor krasijo umetnine različnih slikarjev in kiparjev, med njimi Francesca Robbe, ki je avtor velikega oltarja iz leta 1732 ter nekaterih oltarjev v kapelah, ter Janeza Šubica, avtorja stropnih poslikav. Bogato kamnito oltarno opremo krasita tudi oltarja iz črnega marmorja, posvečena Svetemu križu in Žalostni Materi božji iz zadnje četrtine 17. stoletja. Cerkev, ki je bila postavljena med letoma 1613 in 1615, je pomemben primer beneške baročne umetnosti in kulture ter ključni ljubljanski kulturni spomenik.

## Zgodovina
Cerkev je verjetno nastala na mestu romanske prednice na Starem trgu. Gotska cerkev avguštinskega samostana je bila sezidana v 15. stoletju, nato pa porušena v potresu leta 1511. Gradnja nove cerkve se je začela leta 1513 pod vodstvom škofa Krištofa Rauberja, vendar so dokončali samo gotski prezbiterij, ladja pa je ostala nedokončana in brez kritine. Leta 1555, ko so avguštinci zapustili Ljubljano, sta bila njihov samostan in provizorično prekrita cerkvena ladja spremenjena v ubožnico, imenovano cesarski ali dvorni špital, za reveže in onemogle idrijske rudarje.
Leta 1597 so posest prevzeli jezuiti, ki jih je v Ljubljano pripeljal škof Tomaž Hren. V letih 1598–1602 so postavili novo samostansko poslopje, med letoma 1613 in 1615 pa na mestu stare gotske cerkve novo. Ta nova zgradba je predstavljala prvi primer potridentinske kongregacijske dvorane s kapelami na Slovenskem, obogateno z notranjimi oporniki in dodatnimi kapelami z oltarji. V 17. stoletju so jezuiti nadalje preoblikovali notranjost, prezbiteriju so dodali novo zakristijo in pokrili ladjo s križnim obokom. Med letoma 1667 in 1670 so dodali osmerokotno kapelo sv. Frančiška Ksaverija, ki je postala pomemben člen baročne arhitekture na Slovenskem. Kapela je bila okrašena z bogato štukaturo, ki je odražala beneški vpliv.
V obdobju baročne prenove mesta po potresih leta 1691 in 1699 so izvedli obsežno modernizacijo redovne cerkve. Z dvigom zidov ladje so pridobili prostor za empore, ladjo in prezbiterij so opremili z banjastim obokom, odstranili so poznogotske elemente in verjetno zaoblili večkotni zaključek prezbiterija. Notranjost so bogato okrasili s štukaturo in freskami, katerih avtor ni znan. Po načrtih Luke Misleja so prenovili pročelje, ki so ga razčlenili s pilastri in baročno atiko, na kateri je bil izpisan kronogram prenove leta 1701. Leta 1774 so jezuitski red razpustili, čemur je leto pozneje sledil uničujoč požar, vendar so cerkev kljub temu ohranili in obnovili. Leta 1785 je postala sedež novoustanovljene ljubljanske župnije.
Šentjakobska cerkev je v 19. stoletju doživela več pomembnih sprememb, ki so zaznamovale njen zunanji videz in notranjost. Po potresu leta 1895 je bil zvonik zaradi grožnje podrtja znižan do višine ladje, kar je pripomoglo k prenovi celotne zunanjosti pod vodstvom arhitekta Raimunda Jeblingerja iz Linza. Glavna fasada je dobila nove baročne elemente, vključno z nišami, okenskimi okviri in hildebrandtovsko atiko z obeliski. Ivan Zajec je leta 1897 ustvaril izjemen relief Spremenjenja na gori v lunetnem zaključku, ki se zgleduje po italijanski visoki renesansi. Na južni strani cerkve so postavili 65-metrski zvonik, ki je postal najvišji v mestu, skozi katerega je bil urejen stranski vhod, s čimer so cerkev preusmerili proti novemu trgu, ki je nastal z odstranitvijo jezuitskega kolegija. Ta obdobje je zaznamovala tudi izdelava novih zvonov, med katerimi je najstarejši leta 1896 ulil livar Albert Samassa, ki pa danes ni več v uporabi.

## Veliki oltar
Veliki oltar je nastajal v letih 1728–1732, končna datacija je zapisana tudi na bazi menze za desno voluto (FRANC. ROBBA. VEN. INVEN. ET. FAC. 1732). Oltar je bil odkrit na predvečer praznika cerkvenega patrona, 24. julija 1732. Umetnik je bil za svoje delo plačan z 2990 goldinarji, od tega je prejel 2000 goldinarjev iz premoženja jezuita Ignacija Cierheimba. Končna cena celotnega izdelka skupaj s poslikavami je bila okrog 3520 goldinarjev. Oltar, ki stoji v prezbiteriju, je sestavljen iz dveh glavnih delov: iz kiparskega dela in slikarskega ozadja, ki se odpira za njim. Kiparski del je oltar tabernakljastega tipa.

### Kiparski del
Avtor kiparskega dela oltarja je kipar Francesco Robba. Kiparski del oltarja je sestavljen iz menze in proti ozadju zasukanih podstavkov. Trebušasti stipes je obložen z rdečim marmorjem in okrašen z rastlinsko ornamentiko v belem, ki se prepleta v kartušo iz rdeče breče. Na vsaki strani sta še dva putta, ki z blazinami iz rumenega marmorja nad glavo podpirata zgornji del oltarja.  
Na vsaki strani osrednjega dela oltarja sta na volute postavljena angela adoranta. Levi ima roke položene na prsi, desni pa pred seboj sklenjene v molitvi, prste imata razvrščene na način, ki je značilen za Robbo, torej s sklenjenima sredincem in prstancem. S pogledi sta ozrta navzdol. Angela klečita na volutah in ne izražata nobene dinamike. Na menzi stoji bogato členjen tabernakelj, ki spominja na tempeljsko arhitekturo z jonskim stebernim redom. Ob vratcih z rokokojsko ornametiko in motivom Križanja se proti menzi spuščata dve rumenkasti voluti, na katere sta posedena putta s svečniki v rokah. Ob bokih tabernaklja prav tako najdemo dve nekoliko večji voluti s puttoma, ki posnemata položaj angelov adorantov. Nad okrašenimi vratci najdemo ponovljen motiv Križanega, obkroženega s putti, ki še poudarjajo svetost dogodka. Vse skupaj prekriva zvonasto usločena strešica iz marmorja z barvito ornamentiko. Njeno ogredje je nad Križanim razprto z lokom, na vrhu loka na oblakih stoji angel trobentač. Na vrhovih stebričev najdemo še več angelov muzikantov; eden z goslimi, drugi z lutnjo, in dva, ki igrata na piščali. S tem je umetnik večno luč dopolnil še z glasbo, ki nikoli ne preneha igrati.

### Slikarski del
Slikarski del oltarja je nadomestek za del, ki kljub številnim donacijam ni bil nikoli dokončan. Domnevamo lahko, da je Francesco Robba sam zasnoval celoto, ki jo neznani slikar nato prenesel na steno. Prvotna poslikava je prikazovala osrednjo sliko obkroženo s figurami sv. Petra in sv. Janeza Evangelista, ter sv. Pavla in Jude Tadeja, na vrhu pa je bila naslikana Vnebovzeta v spremstvu angelov. Vse skupaj pa je postavljeno v velik tabernakljasti oltar. Leta 1828 je sliko restavriral Matevž Langus. Leta 1869 pa so se odločili naslikati novo sliko, ki bi najbolj ustrezala slogu celotne cerkve. Zasnoval jo je Franc Jelovšek po zgledu oltarja sv. Ignacija iz Il Gesu. Novonastalo delo je kljub barvitemu marmorju zelo hladno in »klasicizirajoče«. Z novo oltarno sliko je prezbiterij dobil tudi nov tlak. Oltarno sliko iz leta 1732 je leta 1767 zamenjala nova, ki je pa že sedem let kasneje zgorela v požaru. Sedanja slika iz leta 1778 je delo slikarja Johanna Karla Auerbacha z Dunaja. Podoba prikazuje sv. Jakoba kot popotnika, ki je klobuk in palico odložil na tla, v ozadju pa je prikazano obglavljanje svetnika. Sliko je leta 1822 preslikal Langus, leta 1869 očistil Wolf, leta 1936 pa jo je obnavljala Greta Wanisch.

## Stranski oltarji

### Oltar sv. Ignacija Lojolskega
V prvi kapeli desno od glavnega oltarja stoji oltar sv. Ignacija Lojolskega. Postavljen je bil leta 1714 in je arhitekturno par oltarju Marijinega vnebovzetja v prvi kapeli levo od glavnega oltarja. Oltar ima umirjeno arhitekturo iz svetlejšega rožnatega marmorja, okrašenega z dvema stebroma ob vsaki strani oltarne niše. Na obeh straneh niše stojita kipa svetnikov, ki ju je izklesal Angelo Putti iz Padove: na levi strani sv. Stanislav Kostka, ki goduje 13. novembra, na desni strani pa sv. Alojzij Gonzaga. Na vrhu oltarja je v atiki postavljena figuralna skupina sv. Trojice. Oltarno sliko, ki prikazuje sv. Ignacija Lojolskega, je leta 1714 ustvaril beneški slikar Nicolo Bambini. Svetnik je upodobljen z iztegnjenimi rokami in v mašnem plašču, na katerem je napis IHS. Ob straneh oltarne slike sta naslikana angela, ki držita odprto knjigo z napisom »Ad maiorem Dei gloriam« (»V večjo Božjo slavo«), ki je osnovno latinsko vodilo jezuitov. Na mizi je slika neznanega avtorja, ki prikazuje sv. Alojzija.

### Oltar sv. Janeza Nepomuka
V drugi kapeli desno od glavnega oltarja stoji oltar sv. Janeza Nepomuka, postavljen leta 1738 in dokončan leta 1764. Arhitekturno je par oltarju sv. Ane na levi strani cerkve. Oltar iz pisanega in črnega kamna krasita kipa sv. Florijana in sv. Roka, ki ju je izklesal Franc Rotman, ter trinajst drugih kipov. Velika oltarna slika »Marija z Janezom Nepomukom« iz leta 1721 je delo neznanega slikarja. V atiki je slika japonskih mučencev, relikvije sv. Feliksa pa so bile dodane leta 1858. Kip sv. Roka prikazuje svetnika s psom in palico, ob strani oltarja pa sta angela, ki se poklanjata svetnikom. Oltar poudarja mučeniško smrt sv. Janeza Nepomuka, ki je od leta 1730 drugi zavetnik jezuitskega reda.

### Oltar sv. Jožefa
V tretji kapeli desno od glavnega oltarja stoji oltar sv. Jožefa, postavljen leta 1716. Arhitekturno je par oltarju angelov varuhov na levi strani cerkve. Izdelan je iz pisanega in črnega kamna ter belega marmorja. Na izbočenih podstavkih stojita svedrasta stebra, za njima pa kipa sv. Dizme in sv. Barbare, ki ju je izklesal Angelo Putti. Oltarna slika umirajočega sv. Jožefa je delo Franca Karla Remba iz leta 1702 ali 1710. Visoko na vrhu oltarja so napis »Ite ad Joseph«, marmornati relief Marijine zaroke in dva angela. Oltar je posvečen sv. Jožefu, katerega češčenje se je razširilo predvsem po zaslugi jezuitov in je doseglo vrhunec leta 1870, ko ga je papež Pij IX. povzdignil v zavetnika vesoljne Cerkve. Sv. Barbara, zavetnica stolpov, rudarjev in umirajočih, je upodobljena brez atributov. Oltar je daroval jezuitski magister Jožef de Giorgio leta 1709 v čast svojemu zavetniku. Sprva je načrtoval dva oltarja, vendar se je leta 1716 odločil za enega, lepšega.

### Oltar sv. Križa
Oltar sv. Križa, postavljen v četrti, zadnji kapeli na desni strani cerkve, je arhitekturni par oltarju Žalostne Matere Božje na levi strani cerkve. Konec 17. stoletja je bratovščina Kristusovega smrtnega boja pridobila prostor in ga spremenila v kapeli. Južno kapelo so leta 1678 okrasili s štukaturo in opremili z oltarjem sv. Križa, severno kapelo pa so leto pozneje opremili s kipom Sočutne. Oltar sv. Križa, izdelan iz črnega kamna, je eden zgodnejših primerkov zgodnjebaročnih oltarjev in je podoben delom kamnoseka Mihaela Kuše. Križani kip na oltarju je iz 19. stoletja, spremljajo pa ga angeli iz sredine 18. stoletja. Pod menzo oltarja je skrit marmorni relief, ki prikazuje objokovanje mrtvega Kristusa, verjetno delo kiparja Matthiasa Hendrichxa. Na oltarju stoji tudi slika Žalostne Matere Božje, delo Josefa Planka iz leta 1860. V tej kapeli je pokopan teolog in zgodovinar Janez Ludvik Schönleben, ki je znan kot kranjski deželni zgodovinopisec in avtor dela »Carniolia antiqua et nova I« (1681).

### Oltar Žalostne Matere Božje
Oltar Žalostne Matere Božje stoji v četrti, zadnji kapeli na levi strani cerkve, in je arhitekturni par oltarju sv. Križa na desni strani. Prostor je konec 70-ih let 17. stoletja pridobila bratovščina Kristusovega smrtnega boja in ga spremenila v kapeli. Oltar, verjetno izdelan leta 1680 ali 1681, spada med zgodnejše primerke črnih kamnitih zgodnjebaročnih oltarjev, podobne tistim, ki jih je v Ljubljani izdeloval kamnosek Mihael Kuša. Oltar iz črnega kamna krasi barvni ornament, ki ga dopolnjujejo visoki gladki stebri in tristrano zaključena niša s kipom Žalostne Matere Božje iz 19. stoletja. Na vrhu oltarja so trije angeli iz sredine 18. stoletja. Pod oltarjem je postavljena slika Roženvenske Marije, delo Josefa Planka iz leta 1860.

### Oltar angelov varuhov
Oltar angelov varuhov stoji v tretji kapeli levo od glavnega oltarja in je arhitekturno par oltarju sv. Jožefa na desni strani cerkve. Postavljen je bil leta 1723 in je narejen iz pisanega in črnega kamna ter okrašen z belimi marmornatimi kipi. Nad izboklo oltarno menzo stoji živahno oblikovan oltarni nastavek z dvema svedrastima stebroma na valovito izbočenih podstavkih, ki poudarjata globino oltarja. Za stebroma stojita kipa nadangelov Gabriela in Rafaela, ki ju je izklesal beneški kipar Francesco Robba. Na vrhu oltarja so relief z upodobitvijo nadangela Mihaela in dva klečeča angela na valovitem ogredju. Oltarna slika iz leta 1732 je delo beneškega slikarja Bartholomea Liberija. Celotna kompozicija oltarja vključno z angelskimi figurami ustvarja mogočen in hkrati dinamičen vizualni učinek.

### Oltar sv. Ane
V drugi kapeli levo od glavnega oltarja stoji oltar sv. Ane, Marijine matere. Izdelan je iz pisanega in črnega kamna ter se ponaša z izrazito dinamično arhitekturno zasnovo. Namesto klasičnih stebrov oltar krasita bela marmorna kipa sv. Marije Magdalene na levi in sv. Katarine Aleksandrijske na desni strani, ki ju je izdelal beneški kipar Francesco Robba. V oltarni niši je postavljena slika sv. Ane, ki uči malo Marijo brati, delo beneškega slikarja Bartolomea Liberija iz istega leta. Na vrhu oltarja so trije angeli na živahno oblikovanem ogredju, ovalna slika v atiki pa je posvečena škofu sv. Urhu. Pod oltarjem je umetniško delo Ivana Groharja, ustvarjeno leta 1901, ki prikazuje smrt sv. Uršule. Sv. Ana goduje 26. julija. Pred postavitvijo oltarja sv. Ane je na istem mestu stal oltar sv. Urha, ki ga je postavil Johannes Ulrich de Cromlouiae et Eggenberg, ki so ga nadomestili z današnjim leta 1724.

### Oltar Marijinega vnebovzetja
V prvi kapeli levo od glavnega oltarja stoji oltar Marijinega vnebovzetja. Postavljen je bil leta 1721 v dobrih dveh mesecih. Oltar iz svetlejšega rožnatega marmorja je umirjene arhitekture in okrašen s parom stebrov na vsaki strani oltarne niše. V oltarni niši stojita kipa sv. Joahima in sv. Ane, Marijinih staršev, ki ju je leta 1720 izdelal beneški kipar Jacopo Contieri. V atiki oltarja je skulptura Marijinega kronanja, pripisana Francescu Robbi. Oltarno sliko Marijinega vnebovzetja je leta 1822 naslikal Matej Langus. Dogodek Marijinega vnebovzetja, ki se praznuje 15. avgusta, je upodobljen tako, da je Marija obkrožena zgolj z angeli.

### Oltar sv. Frančiška Ksaverja
Oltar svetega Frančiška Ksaverja stoji v Ksaverjevi kapeli, prizidani na severni strani cerkve šentjakobskega samostana, levo od glavnega oltarja. Naročil ga je Carolus Enders, rektor ljubljanskega jezuitskega kolegija, izdelan pa je bil med letoma 1709 in 1722. Oltar je izdelan iz različnih vrst marmorja, središče pa predstavlja kip sv. Frančiška Ksaverja, delo Matthiasa Hendrichxa. Oltar krasijo številni beli marmornati kipi, med njimi angela seraf in kerub, ter »bela kraljica« in »črni kralj«, ki sta delo beneškega kiparja Jacopa Contierija. Na vrhu oltarja stoji angel s trobento, delo Angela Puttija. Za oltar so značilni bogata oltarna arhitektura in umetniški detajli.

## Arhitektura
Cerkev sv. Jakoba v Ljubljani, ki jo jezuiti začeli obnavljati leta 1598 pod vodstvom Tomaža Hrena, je izstopala po svoji arhitekturi. Prvotno avguštinski samostan je bil preurejen v samostan sv. Jakoba, pri čemer so poudarili njeno strukturo z dodatkom notranjih delilnih sten, ki so omogočile več kapel in novih oltarjev, kar je bilo inovativno za tisto obdobje na območju obalnega pasu. Po potresu konec 17. stoletja so cerkev nadgradili z dvigom zunanjih zidov, banjastim obokom in baročnim okrasjem, vključno s kamnitim portalom, ki še danes krasi fasado. To obdobje je zaznamovalo začetek baročne prenove Ljubljane, pri čemer jezuitska cerkev in nova stolnica postajata središči mestnega preoblikovanja.

### Kapela sv. Frančiška Ksaverja
Kapela sv. Frančiška Ksaverja v cerkvi sv. Jakoba, zgrajena med 1667 in 1670, predstavlja vrhunski primer baročne arhitekture. Centralno zasnovo krasijo monumentalni kamniti oltar Franca Grumnika s več kot desetimi baročnimi marmornimi kipi, šest velikih oljnih slik iz leta 1726 in oltarna slika »Apoteoza sv. Frančiška Ksaverja« Paula Künlja iz sredine 19. stoletja. Kapelo krasi tudi izrazita akantova ornamentika in osmerokotna kupola s svetlobnico.

## Galerija
- Cerkev svetega Jakoba v Ljubljani, v ozadju del Jezuitskega kolegija v prvi polovici 17. stoletja
- Po potresu leta 1895 je bila močno poškodovana
- Trg leta 1912
- Cerkev v širšem kontekstu Stare Ljubljane